# Władysław Stępień
Władysław Piotr Stępień (Wrzawy; 24 de Outubro de 1946 —) é um político da Polónia. Ele foi eleito para a Sejm em 25 de Setembro de 2005 com 10505 votos em 23 no distrito de Rzeszów, candidato pelas listas do partido Sojusz Lewicy Demokratycznej.
Ele também foi membro da Sejm 1993-1997, Sejm 1997-2001, and Sejm 2001-2005.